# 요안나 쿨리크
요안나 쿨리크(Joanna Kulig, 1982년 6월 24일 ~ )는 폴란드의 배우, 가수이다. 영화 《콜드 워》(2018)를 통해 2018년 유럽 영화상 여우주연상을 수상했다.

## 출연 작품

### 영화
- 엘르 (2011) - 알리챠 역
- 파리 5구의 여인 (2011) - 아니아 역
- 리멤버 (2011) - 마그달레나 리마나노브스카 역
- 새미의 어드벤쳐 2 (2012) - 폴란드어 더빙
- 헨젤과 그레텔: 마녀 사냥꾼 (2013) - 붉은머리 마녀 역
- 잠베지아: 신비한 나무섬의 비밀 (2013) - 폴란드어 더빙
- 이다 (2013) - 가수 역
- 쿰바: 반쪽무늬 얼룩말의 대모험 (2013) - 폴란드어 더빙
- 집으로 가는 길 (2013) - 얄카 역
- 아뉴스 데이 (2016) - 이레나 수녀 역
- 콜드 워 (2018) - 줄라 역
- 쉬 캠 투 미 (2023)

### 텔레비전
- Szpilki na Giewoncie (2010-11)
- O mnie się nie martw (2014-18)
- 한나 (2019) - 요안나 치덱 역
- 디 에디 (2020) - 마야 역
- 마스터스 오브 디 에어 (2024 예정)